# Condado de Island
El condado de Island es uno de los 39 condados del estado estadounidense de Washington.
En el año 2000, su población era de 71.558 habitantes. La capital del condado es Coupeville, y la ciudad más grande es Oak Harbor.
Su nombre refleja el hecho de que el condado consiste de dos grandes islas, Whidbey y Camano, y siete islas más pequeñas (Baby, Ben Ure, Deception, Kalamut, Minor, Smith, y Strawberry). Este condado fue creado el 22 de diciembre de 1852, por la legislatura del Territorio de Oregon, siendo así el octavo condado más antiguo de Washington.

## Comunidades

### Ciudades y pueblos incorporados
- Coupeville
- Langley
- Oak Harbor

### Lugares designados por el censo (CDPs)
- Ault Field (Nombre dado a la Base aeronaval de Whidbey Island)
- Camano
- Clinton
- Freeland
- Whidbey Island Station

### Otras comunidades
- Arrow Head Beach
- Austin
- Baby Island Heights
- Bayview
- Bells Beach
- Beverly Beach
- Cama Beach
- Camp Grande
- Camp Lagoon
- Cavelero Beach
- Columbia Beach
- Cornell
- Glendale
- Greenbank
- Indian Beach
- Keystone
- Lona Beach
- Mabana
- Madrona Beach
- Maxwelton
- Mountain View Beach
- Pebble Beach
- Penn Cove Park
- Possession
- Prairie Center (área ubicada dentro de la sección sur del pueblo de Coupeville)
- Rodena Beach
- San De Fuca
- Saratoga
- Smith Prairie
- Sunlight Beach
- Sunny Shore Acres
- Sunset Beach
- Terrys Corner
- Tyee Beach
- Utsalady
- Woodland Beach